# Непрядва (посёлок железнодорожной станции)
Непрядва — поселок железнодорожной станции в муниципальном образовании город Ефремов Тульской области.

## География
Находится в юго-восточной части Тульской области на расстоянии приблизительно 17 км на север по прямой от города Ефремов, административного центра округа, у железнодорожной линии Узловая-Ефремов.

## История
Станция Сафоново была открыта в 1874 году (ныне остановочный пункт Непрядва). В 1926 году здесь (пристанционный поселок Сафоновский) было учтено 12 дворов.

## Население
Постоянное население составляло 39 человек (1926 год), 38 (русские 100 %) в 2002 году, 38 в 2010.